# SN 1991L
SN 1991L – supernowa typu Ib/c odkryta 24 lutego 1991 roku w galaktyce M+07-34-134. W momencie odkrycia miała maksymalną jasność 18,00m.